# Diana Gabriels
Diana Gabriels is een Nederlandse consulente voor plastische chirurgie, bekend van haar praktijk DG Clinic. Ze heeft samengewerkt met bekende Nederlandse influencers en televisiepersoonlijkheden.

## Carrière
Gabriels startte haar carrière in de plastische chirurgie met haar praktijk DG Clinic. Ze biedt cosmetisch advies aan cliënten en verwijst ze vervolgens door naar een specialist voor de uitvoering van de procedure. Ze is ook verschenen in de televisieserie Plastisch Fantastisch op Net 5.